# Necyla trilineata
Necyla trilineata is een insect uit de familie van de Mantispidae, die tot de orde netvleugeligen (Neuroptera) behoort. 
Necyla trilineata is voor het eerst wetenschappelijk beschreven door Navás in 1929.